# Chlorion funereum
Chlorion funereum là một loài côn trùng cánh màng trong họ Sphecidae, thuộc chi Chlorion. Loài này được Gribodo miêu tả khoa học đầu tiên năm 1879.